# Skadden, Arps, Slate, Meagher & Flom
Skadden, Arps, Slate, Meagher & Flom LLP and Affiliates, le plus souvent abrégé Skadden ou Skadden Arps, est un cabinet d'avocats fondé en 1948 à New York. Avec près de 1 700 avocats et 23 bureaux répartis sur 4 continents, il est l'un des cabinets d'avocats les plus importants, prestigieux et rentables dans le monde. Le magazine Forbes a l'a surnommé en 2009 « le cabinet d'avocats le plus puissant de Wall Street ».   
En 2015, pour la quatrième année consécutive, le BTI Consulting Group a nommé Skadden Arps en tête du classement des cabinets d'avocats au regard du prestige de la marque auprès des clients institutionnels. Cette même année, Acritas a nommé pour la quatrième fois consécutive le cabinet comme le plus prestigieux des cabinets d'avocats américains. Aux États-Unis, l'étude 2016 Vault Law 100 réalisée auprès de plus de 17 000 avocats a recensé Skadden Arps à la troisième place du classement des cabinets d'avocats pour lesquels il est le plus prestigieux de travailler.   

## Bureaux dans le monde
- Boston

- Bruxelles
- Chicago
- Francfort
- Hong Kong
- Houston
- Londres
- Los Angeles
- Moscou
- Munich
- New York
- Palo Alto

- Paris
- Pékin
- San Francisco
- São Paulo
- Shanghai
- Singapour
- Tokyo
- Toronto
- Washington DC
- Wilmington

### France
Skadden Arps possède un bureau à Paris, au 68 rue du Faubourg-Saint-Honoré. Fondé en 1990, ce dernier comprend une trentaine d'avocats.
Le bureau de Paris couvre notamment les domaines d'expertise suivants :
- Fusions-acquisitions
- Droit boursier
- Contentieux
- Régulation financière et administrative
- Droit fiscal
- Droit social